# Tomaso De Pra
Tommaso De Pra (Mortara, 16 de dezembro de 1938). Foi um ciclista italiano, profissional entre 1963 e 1971, cujos maiores sucessos desportivos conseguiu-os no Tour de França e na Volta a Espanha, provas nas que conseguiu sendas vitórias de etapa.

## Palmarés
| 1965 - Coppa Agostoni 1966 - 1 etapa no Tour de França 1967 - Troféu Calzani Cabiate - 1 etapa na Volta à Suíça - 1 etapa na Tirreno-Adriático | 1968 - Circuito di Felino - Circuito degli Assi - 1 etapa na Volta a Espanha |

## Resultados em Grandes Voltas
| Corrida         | 1965 | 1966 | 1967 | 1968 | 1969 | 1970 | 1971 |
| --------------- | ---- | ---- | ---- | ---- | ---- | ---- | ---- |
| Giro de Itália  | 55º  | -    | 68º  | 53º  | 72º  | -    | -    |
| Tour de France  | -    | Ab.  | -    | -    | -    | -    | Ab.  |
| Volta a Espanha | -    | -    | Ab.  | -    | -    | -    | -    |